# Lucky Thompson (album)
Lucky Thompson – album muzyczny złożony z nagrań dokonanych przez amerykańskiego saksofonistę jazzowego Lucky’ego Thompsona w latach 1944 – 1950. Thompson występował w tym czasie zarówno z własnym zespołem, jak również w składach orkiestr i zespołów prowadzonych przez innych znanych muzyków (Dizzy Gillespie, Count Basie, Charlie Parker, Fletcher Henderson). Występuje też w roli muzyka towarzyszącego Dinah Washington. CD wydany został przez włoskie wydawnictwo Musica Jazz (MJCD 1103) i był dodany do pisma „Musica Jazz” nr 5/1995. Wybór nagrań:
Francesco Petillo.

## Lista utworów
| 1.  | „Rockin' at Ryan's” (Oran Page)                                 | 2:55    |
|     |                                                                 |         |
| 2.  | „Blue Room Jump” (Andy Gibson)                                  | 4:34    |
|     |                                                                 |         |
| 3.  | „Test Pilots” (Lucky Thompson, Stuff Smith)                     | 6:15    |
|     |                                                                 |         |
| 4.  | „No Good Man Blues” (Lucky Thompson, T. Lowes)                  | 3:13    |
|     |                                                                 |         |
| 5.  | „Sugar Hip” (Dickie Wells)                                      | 2:46    |
|     |                                                                 |         |
| 6.  | „Lover Come Back to Me” (Sigmund Romberg, Oscar Hammerstein II) | 6:30    |
|     |                                                                 |         |
| 7.  | „My Lovin' Papa” (Duke Henderson)                               | 3:08    |
|     |                                                                 |         |
| 8.  | „Cherokee” (Ray Noble)                                          | 2:44    |
|     |                                                                 |         |
| 9.  | „I Surrender Dear” (Harry Barris, Gordon Clifford)              | 2:20    |
|     |                                                                 |         |
| 10. | „How High the Moon” (Morgan Lewis, Nancy Hamilton)              | 2:49    |
|     |                                                                 |         |
| 11. | „Santa Monica Jump” (Slim Gaillard)                             | 3:07    |
|     |                                                                 |         |
| 12. | „Dynamo B” (Dizzy Gillespie)                                    | 3:04    |
|     |                                                                 |         |
| 13. | „Ornithology” (Charlie Parker, Benny Harris)                    | 5:15    |
|     |                                                                 |         |
| 14. | „Take the „A” Train(inne języki)” (Billy Strayhorn)             | 2:38    |
|     |                                                                 |         |
| 15. | „Just One More Chance” (Sam Coslow, Arthur Johnson)             | 3:11    |
|     |                                                                 |         |
| 16. | „Boppin' the Blues” (Leonard Feather)                           | 3:05    |
|     |                                                                 |         |
| 17. | „Scrapple from the Apple” (Charlie Parker)                      | 4:42    |
|     |                                                                 |         |
| 18. | „Over the Rainbow” (Harold Arlen, E.Y. Harburg)                 | 3:03    |
|     |                                                                 |         |
| 19. | „Soft Winds” (Benny Goodman)                                    | 5:09    |
|     |                                                                 |         |
|     |                                                                 | 1:10:28 |
|     |                                                                 |         |

## Wykonawcy
- 1. Hot Lips Page and his Orchestra: „Hot Lips” Page – trąbka, Lucky Thompson, Lem Johnson – saksofony tenorowe, Ace Harris – fortepian, John Simmons – kontrabas, Sidney Catlett – perkusja. Nowy Jork, 8 marca 1944. Soliści: Page, Johnson, Harris, Thompson, Page.

- 2. Count Basie and his Orchestra: Harry Edison, Al Killian, Ed Lewis, Joe Newman – trąbki, Ted Donnelly, Eli Robinson, Louis Taylor, Dicky Wells – puzony, Earle Warren, Jimmy Powell – saksofony altowe, Buddy Tate, Lucky Thompson – saksofony tenorowe, Rudy Rutherford – saksofon barytonowy, klarnet, Count Basie – fortepian, Freddie Green – gitara, Rodney Richardson – kontrabas, Shadow Wilson – perkusja. Hotel „Lincoln”, Nowy Jork, 23 grudnia 1944. Soliści: Tate, Edison, Basie, Thompson.

- 3. All Stars Orchestra: Lucky Thompson – saksofon tenorowy, Stuff Smith – skrzypce, Erroll Garner – fortepian, George Wettling – perkusja. Nowy Jork, 26 grudnia 1944.

- 4. Lucky Thompson's All Stars: Karl George – trąbka, Jay Jay Johnson – puzon, Rudy Rutherford – klarnet, Lucky Thompson – saksofon tenorowy, Bill Doggett – fortepian, Freddie Green – gitara, Rodney Richardson –  kontrabas, Shadow Wilson – perkusja, Thelma Love – śpiew. Los Angeles, wrzesień 1945.

- 5. Freddy Green and his Kansas City Seven: Buck Clayton – trąbka, Dickie Wells – puzon, Lucky Thompson – saksofon tenorowy, Sammy Benskin – fortepian, Freddie Green – gitara, Rodney Richardson – kontrabas, Shadow Wilson – perkusja. Los Angeles, wrzesień 1945.

- 6. The Willie Smith Six: Howard McGhee – trąbka, Willie Smith – saksofon altowy, Lucky Thompson – saksofon tenorowy, Arnold Ross – fortepian, Eddie Safranski – kontrabas, Lee Young – perkusja. Los Angeles, 12 listopada 1945.

- 7. Dinah Washington z towarzyszeniem Lucky Thompson's All Stars: Karl George – trąbka, Jewel Grant – saksofon altowy, Lucky Thompson – saksofon tenorowy, Gene Porter – saksofon barytonowy, Milt Jakson – wibrafon, Wilbert Baranco – fortepian, Charles Mingus – kontrabas, Lee Young – perkusja, Dinah Washington – śpiew. Los Angeles, 12 grudnia 1945.

- 8. George’s Dukes and Dutchess: Karl George – trąbka, Lucky Thompson – saksofon tenorowy, pozostali (?): saksofon altowy, fortepian, kontrabas, perkusja. Los Angeles, grudzień 1945.

- 10. Dodo Marmarosa Quartet: Dodo Marmarosa – fortepian, Lucky Thompson – saksofon tenorowy, Ray Brown – kontrabas, Jackie Mills – perkusja. Los Angeles, 11 stycznia 1946.

- 11. Slim Gaillard and his Orchestra: Howard McGhee – trąbka, Marshall Royal – klarnet, Lucky Thompson – saksofon tenorowy, Dodo Marmarosa – fortepian, Slim Gaillard – gitara, Bam Brown – kontrabas, Zutty Singleton – perkusja. Los Angeles, styczeń 1946.

- 12. Tempo Jazzmen: Dizzy Gillespie – trąbka, Lucky Thompson – saksofon tenorowy, Milt Jackson – wibrafon, Al Haig – fortepian, Ray Brown – kontrabas, Stan Levey – perkusja. Los Angeles, 6 lutego 1946.

- 13. Junior Jazz at the Auditorium: Howard McGhee – trąbka, Lucky Thompson – saksofon tenorowy, Jimmy Bunn – fortepian, Irving Ashby – gitara, Red Callender – kontrabas. Los Angeles, 1946.

- 14. Ike Carpenter and his Orchestra: (prawdopodobnie) Lou Obergh, Gerald Wilson – trąbki, Tommy Pederson –  puzon, George Weidler –  saksofon altowy, Ted Wash – saksofon altowy, klarnet, Lucky Thompson, Ralph Lee –  saksofony tenorowe, Joe Cook – saksofon barytonowy, Ike Carpenter – fortepian, John Kitzmiller – kontrabas, Bob Hummell – perkusja. Los Angeles, kwiecień 1947.

- 16. Lucky Thompson and his Lucky Seven: Neal Hefti – trąbka, Benny Carter – saksofon altowy, Lucky Thompson –  saksofon tenorowy, Bob Lawson – saksofon barytonowy, Dodo Marmarosa – fortepian, Barney Kessel – gitara, Red Callender – kontrabas, Jackie Mills – perkusja. Los Angeles, 22 kwietnia 1947.

- 17. Charlie Parker All-Stars: Kenny Dorham – trąbka, Charlie Parker – saksofon altowy, Lucky Thompson – saksofon tenorowy, Milt Jackson – wibrafon, Al Haig – fortepian, Tommy Potter – kontrabas, Max Roach – perkusja. Royal Roost, Nowy Jork, 26 lutego 1949.

- 18. Lucky Thompson and his Orchestra: Ray Copeland – trąbka, Ted Kelly – puzon, Sahib Shihab – saksofon altowy, Lucky Thompson – saksofon tenorowy, Pritchard Cheseman – saksofon barytonowy, Edwin Swanston – fortepian, Peck Morrison – kontrabas, Al Walker – perkusja. Nowy Jork, 1950.

- 19. Fletcher Henderson and his Orchestra: Dick Vance – trąbka, Eddie Barefield – klarnet, Lucky Thompson – saksofon tenorowy, Fletcher Henderson – fortepian, John Brown – kontrabas, Jimmy Crawford – perkusja. „Cafe Society”, Nowy Jork, 21 grudnia 1950.

Dla utworów nr 9 i 15 – brak danych.